# Campeonato Cearense de Futebol da Terceira Divisão de 2010
O Campeonato Cearense de Futebol - Terceira Divisão de 2010 foi a 7ª edição do torneio e contou com 12 times.

## Primeira fase[1]
Grupo A1
|  |                              |
|  | Classificados a segunda fase |

- TeM ^  O Terra e Mar desistiu da competição e perdeu todos o seus jogos por W.O.

Grupo A2
- ADI ^  O Iguatu desistiu da competição e perdeu todos o seus jogos por W.O.

|  |                              |
|  | Classificados a segunda fase |

## Segunda Fase[1]
Grupo B
|  |                                           |
|  | Finalistas e classificados a Série B 2011 |

- Messejana e Juazeiro começaram com 1 ponto por serem líderes de seus grupos na primeira fase.

## Premiação[1]
| Campeonato Cearense da Terceira Divisão 2010 |
| Crateús                                      |
| -------------------------------------------- |
| Crateús                                      |
| 2º Título                                    |